# Desastre aéreo com a Seleção Zambiana de Futebol em 1993
O Desastre aéreo com a Seleção Zambiana de Futebol aconteceu em 27 de abril de 1993, quando um avião de modelo De Havilland Canada DHC-5D Buffalo (prefixo AF-319) caiu no Oceano Atlântico, nas proximidades de Libreville, capital do Gabão. Todos os 25 passageiros (destes, 18 jogadores da Seleção Zambiana de Futebol) e os cinco tripulantes morreram.

## O acidente

Rota do avião.

O voo foi especialmente cedido pela Força Aérea da Zâmbia à Seleção nacional. A viagem estava com destino marcado: Dacar, no Senegal - com paradas em Brazavile, no Congo, Libreville, no Gabão, e Abidjã, na Costa do Marfim.
Em Brazavile, um dos motores do avião começou a dar os primeiros problemas de funcionamento, mas a tripulação seguiu viagem. A poucos minutos da chegada a Libreville, ocorreu um incêndio no motor esquerdo, logo controlado. O motor direito parou de funcionar e a aeronave perdeu altitude, caindo a 500 metros da capital gabonesa.
Uma notícia publicada em 2003 atribuiu o acidente a um erro do piloto em manejar uma luz de advertência com problemas e também ao cansaço dele.

## Sobreviventes
Kalusha Bwalya, principal jogador de futebol zambiano (atual presidente da Federação de Futebol e ex-treinador dos Chipolopolo) foi um dos sobreviventes da tragédia. Ele, na época jogador do clube holandês PSV Eindhoven, não estava a bordo do avião, pois havia feito um acordo para fazer seu próprio trajeto. Charly Musonda, então no Anderlecht, também escapou do acidente por estar lesionado e, consequentemente, não foi liberado para viajar. Andrew Tembo e Martin Mumba quase integraram o voo, mas foram solicitados a não embarcar no último minuto.

## Investigações
Uma campanha para que as investigações do acidente fossem realizadas foi criada na década de 2000. Em novembro de 2003, o governo gabonês criou um relatório preliminar sobre as causas da tragédia, entretanto, familiares das vítimas pressionaram o governo da Zâmbia para que fizessem um relatório sobre como o avião deixou o país.

## Consequências e homenagens
Os 18 jogadores e os integrantes da comissão técnica da Seleção Zambiana foram enterrados no local conhecidos como "Heroes Acre", situado em frente ao Independence Stadium.
Liderada por Bwalya, a Zâmbia, que antes do acidente brigava com o Marrocos pela última vaga africana para a Copa de 1994 (perdeu por 1 a 0 em Casablanca, gol de Abdeslam Laghrissi), disputou a Copa Africana de Nações de 1994 com um time esfacelado., treinado pelo escocês Ian Porterfield (ex-técnico de Sheffield United, Chelsea e Seleção da Armênia, falecido em 2007).
Apesar das limitações, os Chipolopolo alcançaram a final, disputada contra a Nigéria. Elijah Litana abriu o placar aos três minutos, mas dois gols de Emmanuel Amunike deram o título da CAN às Super Águias. Na volta, os jogadores foram recebidos como heróis
Em fevereiro de 2012, 18 anos após a tragédia, a Zâmbia disputaria sua segunda final de Copa Africana de Nações, desta vez com a Costa do Marfim, que vinha como favorita em decorrência de sua campanha invicta na competição. No começo da partida, o zagueiro Joseph Musonda sofreu lesão ao tentar desarmar o atacante marfinense Gervinho, e ao deixar o gramado do estádio de Libreville (mesmo local da tragédia de 1993), chorou muito.
Após Didier Drogba, principal jogador da Costa do Marfim, perder um pênalti, os zambianos ganharam o apoio da torcida, que não aprovou o jogo monótono dos Elefantes. Entretanto, a partida terminaria empatada sem gols, tanto no tempo normal quanto na prorrogação.
Na decisão por pênaltis, doze cobranças foram convertidas até Kolo Touré perder a sua oportunidade. Rainford Kalaba e Gervinho também desperdiçariam suas tentativas. Coube ao zagueiro Stophira Sunzu acertar a última penalidade e dar o primeiro título da CAN à Zâmbia. Os atletas dedicaram o triunfo às vítimas do acidente aéreo de 1993.

## As vítimas do acidente

### Jogadores
- David Chabala (goleiro)
- Richard Mwanza (goleiro)
- John Soko (defensor)
- Whiteson Changwe (defensor)
- Robert Watiyakeni (defensor)
- Samuel Chomba (defensor)
- Kenan Simambe (defensor)
- Winter Mumba (defensor)
- Eston Mulenga (meio-campista)
- Derby Makinka (meio-campista)
- Moses Chikwalakwala (meio-campista)
- Wisdom Mumba Chansa (meio-campista)
- Numba Mwila (meio-campista)
- Godfrey Kangwa (meio-campista)
- Kelvin "Malaza" Mutale (atacante)
- Timothy Mwitwa (atacante)
- Moses Masuwa (atacante)
- Patrick "Bomber" Banda (atacante)

### Comissão técnica
- Godfrey "Ucar" Chitalu (treinador)
- Alex Chola (auxiliar-técnico)
- Wilson Mtonga (médico)
- Wilson Sakala

### Tripulação
- Coronel Fenton Mhone (piloto)
- Tenente-coronel Victor Mubanga (primeiro copiloto)
- Tenente-coronel James Sachika (segundo copiloto)
- Subtenente Edward Nambote (mecânico)
- Cabo Tomson Sakala (comissário de bordo)

### Outros
- Michael Mwape (comandante da Força Aérea da Zâmbia)
- Nelson Zimba (servidor público)
- Joseph Bwalya Salim (jornalista)